# ブリケ・グリフォン・バンデーン
ブリケ・グリフォン・バンデーン（英：Briquet Griffon Vendeen）とは、フランスのバンデーン地方原産のセントハウンド犬種である。グラン・グリフォン・バンデーン、グラン・バセット・グリフォン・バンデーン、プチ・バセット・グリフォン・バンデーンは兄弟種であり、これらは「バンデーン犬種」と呼ばれている。

## 歴史
グラン・グリフォン・バンデーンを小型化して作られた犬種で、15世紀頃から存在していた。ウサギなどの小型獣だけでなく、グランのようにシカのような大型獣の狩猟も行える万能の犬種として開発された。強化されたワイアーコートを持ち、茨の中をくぐってもケガをしにくく、悪天候の際も狩猟を行うことが出来るため、作出後すぐに人気が出た。
本種もフランス革命と2度の世界大戦によって数が激減し、絶滅寸前に追いやられた。戦後は少しずつ頭数を回復しつつあるが、希少な犬種である事に変わりはない。現在は猟犬としてだけでなくペットとしても飼育されていて、少数だが海外にも輸出されている。

## 特徴
グランに比べるとサイズが小さく、やや細身である。垂れ耳・垂れ尾でコートはもこもことした硬めのラフコート。毛色はホワイト・アンド・レモンやミルク・アンド・カフェオレなどがある。体高50～55cm、体重22～24kgの中型犬で、性格は内向的で優しいが、少々頑固な面もある。しつけの飲み込みはあまり早くないが、状況判断力や協調性が高い。運動量はやや多い。

## 参考
- 『デズモンド・モリスの犬種事典』デズモンド・モリス著書、福山英也、大木卓訳 誠文堂新光社、2007年
- 『日本と世界の愛犬図鑑2009』（辰巳出版）藤原尚太郎編･著